# Puea Thai
Phak Phuea Thai (PPT) är ett politiskt parti som vann det thailändska parlamentsvalet den 3 juli 2011.
PPT bildades den 20 september 2008 av anhängare till den landsflyktige oppositionspolitikern Thaksin Shinawatra sedan dennes parti Thai Rak Thai (TRT) upplösts av konstitutionsdomstolen i maj 2007.